# Грузинська мова

Поширення мов картвельської родини

Грузи́нська мо́ва, також картлійська мо́ва (груз. ქართული ენა, трансліт. картулі ена) — одна з картвельських мов, державна мова Грузії. Разом із мегрельською, сванською та лазською мовами вони утворюють картвельську сім'ю. Мова поширена у Грузії, частково в Азербайджані, Ірані, Туреччині та Росії. У сучасній мові виділяють до 20 говорів, а літературний стандарт створено на основі картлійського діалекту.

## Історія
За дослідженнями вчених-мовознавців, грузинська мова відділилася від мегрельської і лазької мов близько першого тисячоліття до нашої ери.
Історія грузинської мови поділяється на наступні фази:
- Ранньостарогрузинська: 5–8 століття
- Класична старогрузинська: 9–11 століття
- середньогрузинська: 11/12–17/18 століття
- сучасна грузинська: 17/18 століття – сьогодні

Найраніші згадки про грузинську мову знаходяться в творах Марка Корнелія Фронтона, римського граматика з 2 століття н.е. Перші прямі засвідчення мови є написами та палімпсестами з 5 століття.
З поширенням християнства в Грузії у середині 4 століття здавалося, що грузинська мова стала писемною мовою, що призвело до заміни арамейської мови як літературної.
До 11 століття Старогрузинська мова розвинулася в Середньогрузинську. Найвідомішим твором цього періоду є епічна поема "Лицар у тигровій шкірі", написана Шота Руставелі у 12 столітті.
У 1629 році певний Ніколоз Чолокашвілі написав перші надруковані книги, написані (частково) грузинською мовою: "Alphabetum Ibericum sive Georgianum cum Oratione" та "Dittionario giorgiano e italiano". Вони призначалися для того, щоб допомогти західним католицьким місіонерам вивчати грузинську мову для евангелізаційних цілей.[9]
Грузинська абетка була створена у V столітті. У 864 році з'явився перший чітко датований рукопис «Мравалтаві». У 1629 році з'явилося перше видання грузинською мовою у Римі, а 1819 року — перше періодичне видання грузинською мовою — «Сакартвелос газеті».
Грузини мають багату давню традицію. Перша писемна пам'ятка «წამებაჲ წმიდისა შუშანიკისი დედოფლისაჲ» (Страсті святої цариці Шушанік) з'явилася між 476 і 483 роками.

## Поширеність
Грузинська мова є основною мовою спілкування для 3,9 мільйонів грузинів в самій Грузії (83 % від населення), та, приблизно, для 800 тис. за кордоном (переважно у Туреччині, Ірані, Росії, США, та Європі). Грузинська є літературною мовою для всіх етнічних спільнот Грузії.

## Діалекти

Грузинська каліграфія.

Грузинські діалекти:
- Імеретинський діалект
- Лечхумський діалект
- Ґурійський діалект
- Аджарський діалект
- Імерхевський діалект
- Картлійський діалект
- Кахетинський діалект
- Інґілойський діалект
- Тушський діалект
- Хевсурський діалект
- Рачинський діалект
- Пшавський діалект
- Джавахський діалект
- Ферейданський діалект
- Мтіульський діалект
- Месхський діалект
- Мохевський діалект
- Ґудамакарський діалект
- Тріалетський діалект

## Фонетика

### Голосні звуки
|         | Передні | Задні |
| ------- | ------- | ----- |
| Високі  | [i] ი   | [u] უ |
| Середні | [ɛ] ე   | [ɔ] ო |
| Низькі  |         | [ɑ] ა |

### Приголосні звуки
|            |            | Губні | Зубні/ Альвеолярні | Пост- альвеолярні | Велярні | Увулярні | Гортанні |
| ---------- | ---------- | ----- | ------------------ | ----------------- | ------- | -------- | -------- |
| Носові     | Носові     | m მ   | n ნ                |                   |         |          |          |
| Проривні   | з придихом | pʰ ფ  | tʰ თ               |                   | kʰ ქ    |          |          |
| Проривні   | дзвінкі    | b ბ   | d დ                |                   | g გ     |          |          |
| Проривні   | абруптивні | pʼ პ  | tʼ ტ               |                   | kʼ კ    | qʼ ყ     |          |
| Африкати   | глухі      |       | ts ც               | tʃ ჩ              |         |          |          |
| Африкати   | дзвінкі    |       | dz ძ               | dʒ ჯ              |         |          |          |
| Африкати   | абруптивні |       | tsʼ წ              | tʃʼ ჭ             |         |          |          |
| Фрикативні | глухі      |       | s ს                | ʃ შ               | x1 ხ    | x1 ხ     | h ჰ      |
| Фрикативні | дзвінкі    | v ვ   | z ზ                | ʒ ჟ               | ɣ1 ღ    | ɣ1 ღ     |          |
| Дрижачі    | Дрижачі    |       | r რ                |                   |         |          |          |
| Бокові     | Бокові     |       | l ლ                |                   |         |          |          |

1 Щодо властивостей цих звуків немає єдиної думки. Їх описують як велярні, поствелярні, велярні з увулярними варіантами.

## Графіка
Впродовж своєї довгої історії грузинська мова мала багато різних систем писемності. Проте найкраще закріпився алфавіт мхедрулі. Нинішня грузинська абетка складається з 33 літер.
| ა | ბ | გ | დ | ე | ვ | ზ | ჱ | თ | ი | კ | ლ | მ | ნ |
| ჲ | ო | პ | ჟ | რ | ს | ტ | ჳ | უ | ფ | ქ | ღ | ყ | შ |
| ჩ | ც | ძ | წ | ჭ | ხ | ჴ | ჯ | ჰ | ჵ |   |   |   |   |

## Лексика
Грузинська мова має багату систему словотвору. Використовуючи корінь і додаючи певні визначені суфікси та префікси, з одного кореня можна утворити дуже багато прикметників та прислівників. Наприклад, з кореня Карт можна утворити такі слова:
- Картвелі (грузин)
- Картулі (грузинська мова)
- Сакартвело (Грузія).

Грузинська мова має двадцяткову систему числення. Такі ж системи використовуються у старофранцузькій та баскській мовах, проте у більшості народів Європи переважає десяткова система числення, зокрема і в Україні. Для того, щоби назвати число більше 20 і менше ста, кажуть спочатку скільки двадцяток містить дане число і додають число, що залишається. Для прикладу, число 93 називають так: ოთხმოცდაცამეტი, (otkh-m-ots-da-tsamet'i) тобто чотири-рази-двадцять-і-тринадцять.

## Морфологія
Грузинська мова є аглютативною. Є спеціальні префікси та суфікси, які додаються у певному порядку для формування дієслів. У деяких випадках, слова можуть мати по 8 морфем. Для прикладу слово ageshenebinat (Вам слід було збудувати). Слово можна розкласти на частини: a-g-e-shen-eb-in-a-t. Кожна морфема у слово вносить певну ознаку: особу чи час.